# Satrapa icterophrys
A Satrapa icterophrys a madarak (Aves) osztályának a verébalakúak (Passeriformes) rendjébe a királygébicsfélék (Tyrannidae) családjába tartozó Satrapa nem egyetlen faja.

## Rendszerezése
A fajt Louis Pierre Vieillot francia ornitológus írta le 1897-ben, a Muscicapa nembe Muscicapa icterophrys néven.

## Előfordulása
Dél-Amerikában, Argentína, Bolívia, Brazília, Kolumbia, Paraguay, Peru, Uruguay és Venezuela területén honos. Természetes élőhelyei a szubtrópusi és trópusi síkvidéki és hegyi esőerdők, lápok, mocsarak és tavak környékén, valamint legelők és másodlagos erdők. Vonuló faj.

## Megjelenése
Testhossza 17 centiméter.
|  |

## Természetvédelmi helyzete
Az elterjedési területe rendkívül nagy, egyedszáma pedig stabil. A Természetvédelmi Világszövetség Vörös listáján nem fenyegetett fajként szerepel.